# Ложный свет
«Ложный свет» (англ. «A False Glimmer») — двенадцатый и финальный эпизод пятого сезона американского драматического сериала «Родина», и 60-й во всём сериале. Премьера состоялась на канала Showtime 20 декабря 2015 года.

## Сюжет
Кэрри (Клэр Дэйнс) выслеживает Казима (Алиреза Байрам) на рельсах метро. Она убеждает Казима вмешаться в план Биби (Рене Ифра) по высвобождению зарина. Кэрри предлагает ему свой пистолет, но Казим лишь готов попытаться отговорить Биби от этого. Биби стреляет в Казима, когда он отказывается отступить, и Казим в ответ сбивает Биби с ног. Приближается Кэрри и стреляет Биби в спину, пока они боролись, тем самым нейтрализовав угрозу. Казим умирает от ран.
В то время как Эллисон в бегах, Сол (Мэнди Патинкин) надавливает на Крупина (Марк Иванир), чтобы получить дополнительные сведения о процедуре её экстракции. Сол отмечает, что как только Эллисон покинула ЦРУ, Крупин больше не является её информатором, что означает больше нет причин держать его в живых. Сол делает Крупину предложение: новую личность и программу защиты свидетелей в обмен на нужную ему информацию. Крупин соглашается.
Нумана (Атир Адель) арестовывает БНД. Под угрозой депортировать Нумана в Турцию (где он теперь является врагом государства), Астрид (Нина Хосс) заставляет Лору (Сара Соколович) сделать ложное публичное заявление, что Файзель Марван работал с террористической ячейкой в Берлине.
Кэрри пытается возобновить свои отношения с Йонасом (Александр Фелинг). Йонас отказывается, говоря, что он не может рисковать своей семьёй, когда их безопасность находится под  угрозой, ссылаясь на произошедшее со своим сыном. Сол вновь предлагает Кэрри вернуться в ЦРУ, предлагая ей возможность выбирать себе миссии и членов команды. Кэрри вновь отказывает ему, сказав: «Я больше не тот человек». Отто Дюринг (Себастьян Кох) по сути делает предложение Кэрри, которое позволит ей совместно руководить Фондом и помочь ему использовать свои деньги во благо.
Сообщники Эллисон (Миранда Отто) пытаются тайком вывезти её из страны в багажнике их машины. Машина направляется в объезд в Польшу, где они переезжают полосу с шипами. Группа боевиков выпускают сотни пуль в машину, убивая всех, кто находился там. Сол выходит из тени и проверяет в багажнике, находя мёртвое тело Эллисон, изрешечённое пулями.
Куинн (Руперт Френд) страдает от обширного кровоизлияния в мозг, что делает шансы на восстановление функции его мозга минимальными. Дар Адал (Ф. Мюррей Абрахам) даёт Кэрри письмо, которое для неё написал Куинн прежде чем он отправился в Сирию. Несколько дней спустя каких-либо признаков восстановления Куинна не наблюдается. Кэрри входит в больничную палату Куинна одна и баррикадирует дверь. Она убирает пульсометр Куинна и надевает его на свой палец. Эпизод заканчивается тем, что Кэрри видит всплеск солнечного света в окне.

## Производство
Режиссёром эпизода стала Лесли Линка Глаттер, а сценарий написали шоураннер Алекс Ганса, соисполнительный продюсер Рон Нисуонер и Лиз Флэхайв, что стало её первой сценарной работой в сериале.
Кульминационные сцены эпизода, в которых пытаются совершить крупную террористическую атаку на Берлин, были сняты на следующий день после терактов в Париже 2015 года. Позже Ганса и Глаттер рассказали о беспокойстве на съёмочной площадке, вызванном этими событиями.
Текст письма, которое Куинн оставил для Кэрри, был написан самим Рупертом Френдом.

## Реакция

### Рецензии
Эпизод получил рейтинг 71%, со средним рейтингом 7.7 из 10, на сайте Rotten Tomatoes, чей консенсус гласит: «Сворачивая террористический заговор в начале „Ложного света“, пятый сезон „Родины“ приходит к необычно тихому финалу».
Скотт Коллура из IGN оценил эпизод на 9.0 из 10, сказав в своём заключении, что эпизоду «действительно удалось привести все элементы сезона к содержательному и эмоционально удовлетворительному завершению». Ширли Ли из «Entertainment Weekly» положительно отозвалась об эпизоде, сказав о заключительной сцене: «Мне понравилась эта концовка из-за того, как она сконцентрирована на Кэрри и на эффекте, который оказывает на неё Куинн».

### Рейтинги
Во время оригинального показа, эпизод посмотрели 2.07 миллионов зрителей, что делает его самым просматриваемым эпизодом сезона.